# Alone
„Alone“ (в превод Сам) е осмият студиен албум на поп-групата Модърн Токинг. Песните са записани през ноември 1998 година, а албумът излиза през февруари 1999 година. Това е първият нов албум на дуета след повторното им обединение през 1998 г. Само в първите месеци след пускането му, албумът е продаден в над 4,5 милиона копия. В Германия е продаден в 1 милион копия и придобива платинен статус. Съдържа 16 нови песни и един микс от хитовете на 80-те години на XX век.
След повторното обединяване на дуета феновете с нетърпение очакват да чуят новите песни. Когато през 1998 г. излиза албумът Back For Good, там има 4 нови песни, но нито една от тях няма високи припеви, така характерни за творчеството на дуета през 80-те. По повод на това феновете са в очакване на поредния албум и се запитват дали Модърн Токинг ще продължат добре познатата им линия или ще следват с нова музикална визия в това отношение. Отговорът идва в началото на февруари, когато се появява първият нов сингъл You are not alone, в който музикантите ни представят добре познатите фалцети от 80-те, което изключително много радва феновете, тъй като високите припеви са запазена марка на групата. Сингълът е много успешен и попада в Топ 7 на немската класация и в доста по-високи позиции на чартовете в други страни. Песента е с добре изразен денс ритъм и е със завладяваща мелодия. Следващият сингъл Sexy sexy lover е пуснат през май и е в Топ 16 на немската класация и попада в Топ 20 на MTV Europe. И двата сингъла са представени чрез модерни видеоклипове в които участва рапърът Ерик Сингълтън. Албумът е №1 в Германия и редица други страни и вторият в европейски продажби. В световните продажби е на 8-а позиция. Характерното за песните от албума е типичното съвременно денс звучене, с добре изразени завладяващи мелодии и ритъм и отново познатите от 80-те години силни лирични текстове, което донася на групата небивал успех. За разлика от албумите им през 80-те, в които по традиция има по две балади, този път от 16 нови песни 6 са балади, изключително стойностни и завладяващи. Всред денс парчетата освен водещите два сингъла You are not alone и Sexy sexy lover, хитови са и Rouge Et Noir, I Can’t Give You More, Can’t Get Enough. За разлика от 80-те години, през които Болен обвинява Андерс, че изобщо не участва в творческия процес при създаването на песни и където всички песни са написани от Дитер Болен, това е първият албум, в който се появяват 2 песни на Томас Андерс – Love Is Like A Rainbow и For Always And Ever, както и още 2 песни, които са написани от двамата – It Hurts So Good и I’ll Never Give You Up.

## Списък на песните
1. „You Are Not Alone“ – 3:41
2. „Sexy Sexy Lover“ – 3:33
3. „I Can’t Give You More“ – 3:41
4. „Just Close Your Eyes“ – 4:17
5. „Don’t Let Me Go“ – 3:20
6. „I’m So Much In Love“ – 3:53
7. „Rouge Et Noir“ – 3:14
8. „All I Have“ – 4:20
9. „Can’t Get Enough“ – 3:35
10. „Love Is Like A Rainbow“ – 3:58
11. „How You Mend A Broken Heart“ – 4:14
12. „It Hurts So Good“ – 3:22
13. „I’ll Never Give Your Up“ – 3:26
14. „Don’t Let Me Down“ – 3:57
15. „Taxi Girl“ – 3:09
16. „For Always And Ever“ – 3:22
17. „Space Mix“ (с Eric Singleton) – 17:14

## Класации
- Германия – 1 място
- Аржентина – 1 място
- Австрия – 2 место
- Нидерландия – 3 място
- Финландия – 4 място
- Швеция – 6 място
- Норвегия – 9 място
- Франция – 11 място
- Испания – 13 място
- Европа – 6 място